# Козача національна гвардія
Козача національна гвардія  (також відомі як "Всевеликое войско Донское" (укр. "Всевелике військо Донське") та "донские казаки" (укр. "донські козаки") — незаконне збройне формування, сформоване переважно з російських фашистів, що під час війни на сході України воювало у лавах російських бойовиків. У лютому 2015 року включене до розширеного санкційного списку Європейського Союзу і Канади разом із низкою інших проросійських терористичних угруповань, що діють на українському Донбасі та інших окупованих територіях. Пізніше включене до власних санкційних списків урядами Норвегії й Швейцарії.

## Історія
У 2014 році російська організація Всевелике військо Донське займалася формуванням незаконних збройних угрупувань і засиланням їх на територію східної України для підтримки терористичної організації «Луганська народна республіка»:
|                   | У зв'язку з важкою ситуацією, що склалася на південному сході України, звертаюся до всіх отаманів Всевеликого Війська Донського з наказом, до братів козаків з інших козачих військ і громадських організацій з проханням щодо формування Козачій Національної Гвардії. Козача Національна Гвардія повинна бути сформована найближчим часом в станицях, хуторах, округах, а також в інших військах для відправки в центр бойових дій. На південному сході України йдуть криваві бої з окупаційними військами, які складаються не тільки з учасників київського майдану і хлопців з західної України, але й найманців з країн Європи та Америки. Під знаменами українізації України йде справжня окупація цієї території поляками, румунами, угорцями, для яких Україна потрібна як сировинний придаток, а Росіяни, Казаки, Білоруси підлягають повному знищенню на даній території. Козачій Національній гвардії необхідно прийняти безпосередню участь у припиненні цієї кровопролитної війни, у знищенні живої і технічної сили супротивника, у звільненні південного сходу України від окупантів. Закликаю всіх казаків, що мають честь та совість, встати на захист своїх братів по крові.Оригінальний текст (рос.) В связи с тяжелой ситуацией, сложившейся на юго-востоке Украины, обращаюсь ко всем атаманам Всевеликого Войска Донского с приказом, к братьям казакам из других казачьих войск и общественных организаций с просьбой по формированию Казачьей Национальной Гвардии. Казачья Национальная Гвардия должна быть сформирована в ближайшее время в станицах, хуторах, округах, а также в других войсках для отправки в центр боевых действий. На юго-востоке Украины идут кровопролитные бои с оккупационными войсками, состоящими не только из участников киевского майдана и ребят из западной Украины, но и наемников из стран Европы и Америки. Под знаменами украинизации Украины идет самая настоящая оккупация этой территории поляками, румынами, венграми, для которых Украина нужна как сырьевой придаток, а Русские, Казаки, Белорусы подлежат полному уничтожению на данной территории. Казачьей Национальной гвардии необходимо принять непосредственное участие в прекращении этой кровопролитной войны, в уничтожении живой и технической силы противника, в освобождении юго-востока Украины от оккупантов. Призываю всех казаков, имеющих честь и совесть, встать на защиту своих братьев по крови. |
| — Микола Козіцин, | |

Про участь козаків стало відомо з перших місяців боїв на Донбасі.
До липня 2014 року «Козача національна гвардія» утримувала трикутник Лисичанськ-Сєвєродонецьк-Рубіжне, маючи 3-4 тисячі осіб особового складу. У боях за ці міста організація мала істотні втрати в живій силі. У червні 2014 року представниками «Війська» були захоплені та утримувались у полоні спостерігачі ОБСЄ. Станом на 25 червня у козаків в полоні перебувало ще 15 спостерігачів.
У селі Кримське членами Козачої гвардії було страчено 42-річного депутата сільської ради, майора міліції у відставці Геннадія Дмитровича Хитренка. Козаки розстріляли його з автомата у дворі біля його хати — він неодноразово заявляв, що Кримське залишиться у складі України.
З кінця 2014 року "козацька" організація вступила в конфлікт з організацією «Луганська народна республіка». Так, один з ватажків козаків, Павло Дрьомов, звинувачував вождя «ЛНР» Ігоря Плотницкого у крадіжці вугілля, фальсифікації виборів та співпраці з членами партії регіонів. Натомість терористичні ватажки І. Гіркін та Валерій Болотов звинувачували війська Козіцина в мародерстві й боягузтві. На боці ЛНР виступили російські спецслужби, які у листопаді 2014 викрали Козіцина, та ліквідували ватажків В.Пінежанина, М.Коваля, а 1 січня 2015 — Олександра Бєднова («Бетмена»).
У 2015 році після конфлікту із владою так званої "ЛНР" частина збройних формувань увійшла до складу 2-го армійського корпусу РФ, інша частина була роззброєнна та розформована. З 2015 року не є єдиним збройним формуванням і по суті припинило своє існування.

## Злочини
"Козаки" відомі своїми нападами, мародерством та згвалтуваннями (Українців та навіть своїх), слабкістю та медалями які отримують в подарунок та які в більшості випадків фальшиві. 
Вони нападають на жителів якщо їм не подобається їх вигляд незалежно росіяни їх жертва чи інші. Також агресія до інших народів ставала випадком смертей.
Багато порушень міжнародного права.

## Командування
- (2014) генерал армії козачих військ Козіцин Микола Іванович

Командири загонів
- Пініжанін В'ячеслав Валерійович «Прапор»[19][20]

## Втрати
З відкритих джерел відомо про деякі втрати КГН ВДД: